# Volcae
Die Volcae (deutsch Volker oder auch Volken genannt) waren ein antikes  keltisches Volk. Die Volcae hatten ihr ursprüngliches Siedlungsgebiet vermutlich zwischen Rhein, Main und Leine sowie im Thüringer Wald. Der Stammesname hat sich, mit veränderter Bedeutung, im deutschen Wort Welsche erhalten.

## Hintergrund

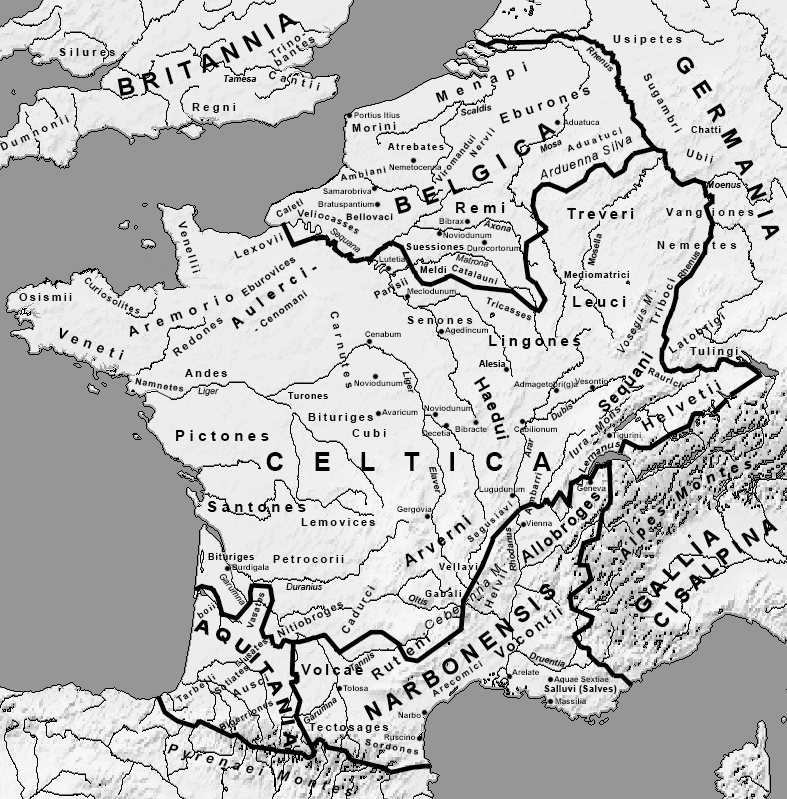
Karte von Gallien (58 v. Chr.).

Die Germanen bezeichneten alle Kelten nach dem Stamm der Volcae als *walhoz (Welsche). Caesar verwendete die Bezeichnung zur Abgrenzung von den Galliern. Laut Caesar siedelten sie im herkynischen Wald, der zu Caesars Zeiten den Schwarzwald bis Thüringer Wald, Erzgebirge und Böhmerwald sowie die Karpaten mit einschloss. Dies gilt als Beweis, dass zur Zeitenwende die keltische Kultur in Mitteleuropa noch Bedeutung hatte. In den folgenden Jahrhunderten wurden die Volcae romanisiert und gingen in der kelto-romanischen Kultur auf. Ihnen werden zahlreich ausgegrabene Münzen namens Regenbogenschüsselchen zugeschrieben.
Laut Eintrag in der Encyclopædia Britannica waren die Volcae ein keltischer Stamm in Gallien, der sich in zwei Gruppen gliederte. Zum einen waren es die Tektosagen, die im Tal der oberen Garonne rund um Tolosa siedelten und zum anderen die Arecomici, die am rechten Ufer der Rhône lebten und deren Zentrum Nemausus war. Beide Gebiete gehörten um 121 v. Chr. zur römischen Provinz Gallia transalpina. Die Tektosagen waren an Überfällen auf Griechenland und Kleinasien beteiligt und nach früheren Meinungen sollte das Gold, für welches Tolosa berühmt war, von den Plünderungen eines Tempels in Delphi stammen.
Nach dieser Auffassung waren die Volcae ein Teil der drei Heere, die unter dem keltischen Heerführer Brennus Makedonien, Illyrien und Griechenland überrannten (Senonen, Elvier = südliche Protohelvetier und Gaesaten = Volcae und andere). Die Beute wurde in Rom als Gold von Tolosa bekannt und im Nationalheiligtum aufbewahrt, in dessen heiligem Teich der Schatz von 15.000 Talenten oder 110.000 Pfund Silber und 5.000 Pfund Gold versenkt war. Die Tektosagen kamen 278 v. Chr. als Söldner nach Kleinasien und ließen sich in der Gegend des heutigen Ankara nieder. Sie nannten sich hier Galater.
Quintus Servilius Caepio, der die Volcae-Koalition im Jahr 105 v. Chr. zermalmte, hob tatsächlich den Schatz, wofür ihn der Sage nach die Götter mit einer Niederlage in einer Schlacht gegen die Kimbern straften.
Der Volcae-Begriff wurde später auch als historischer Oberbegriff verwendet, der auch Helvetier und Boier einschließt.
Strabon schrieb den Volcae in seiner Geographica folgende Gebiete zu. Er schrieb, dass die Tektosagen lediglich im direkten Umfeld von Toulouse angesiedelt waren während die Arecomisci die ganze Küstengegend von der Rhône bis zu den Pyrenäen besiedelten. Claudius Ptolemäus schrieb jedoch die westlichen Küstenabschnitte den Tektosagen zu.